# Metro quadrato

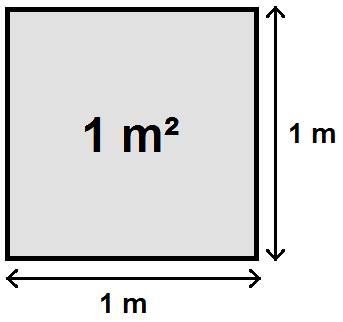
Rappresentazione grafica di un metro quadrato

Il metro quadrato, anche detto metro quadro e indicato col simbolo m², è un'unità di misura della superficie. Per definizione indica l'area racchiusa da un quadrato avente i lati lunghi un metro (ad esempio, 4 m²=2 m per lato).
L'uso del simbolo "mq", benché molto comune, è improprio in quanto definito solo dalle iniziali "m" e "q" in lingua italiana e dunque senza valore in ambito matematico internazionale, dove invece "q" è il simbolo di quintale e quindi "mq" potrebbe essere interpretato come milli-quintale, ovvero un ettogrammo.

## Descrizione
Il metro quadrato fa parte delle unità di misura del sistema internazionale.
Un metro quadrato è equivalente a:
- 0,000001 km²
- 0,0001 ha
- 0,01 a
- 1 ca
- 0,0002624 giornate
- 1,196 iarde quadre
- 10,76 piedi quadri
- 1 550 pollici quadri
- 10000 cm²